# Landkreis Calbe a./S.

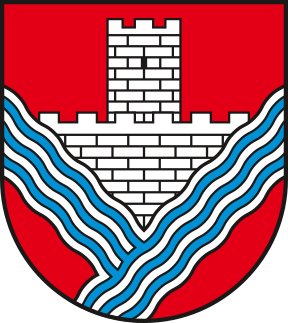
Wappen des Kreises Calbe a./S.

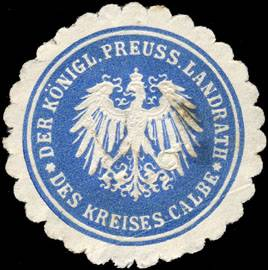
Siegelmarke Der Königlich Preussische Landrath des Kreises Calbe

Der Landkreis Calbe a./S. (= an der Saale), ursprünglich Kreis Calbe a./S.,  bestand in Preußen und im Land Sachsen-Anhalt der SBZ bzw. DDR von 1816 bis 1950.

## Verwaltungsgeschichte

### Königreich Preußen
Im Rahmen der preußischen Verwaltungsreformen nach dem Wiener Kongress wurde zum 1. Juli 1816 der Kreis Calbe im Regierungsbezirk Magdeburg der Provinz Sachsen eingerichtet. Das Landratsamt war in Calbe. Die Schreibweise des Landkreises schwankte zwischen Calbe, Calbe an der Saale und zuletzt Calbe a./S.

### Norddeutscher Bund/Deutsches Reich
Seit dem 1. Juli 1867 gehörte der Kreis zum Norddeutschen Bund und ab dem 1. Januar 1871 zum Deutschen Reich. Am 1. April 1913 wurden die Gemeinden Elbenau und Grünewalde aus dem Kreis Jerichow I in die Stadt Schönebeck im Kreis Calbe eingegliedert.
Gegen Ende der 1920er Jahre wurden alle Gutsbezirke im Kreis aufgelöst und benachbarten Gemeinden zugeteilt. Nach Auflösung der Provinz Sachsen zum 1. Juli 1944 gehörte der Kreis zur neuen Provinz Magdeburg. Im Frühjahr 1945 wurde das Kreisgebiet durch die US-Streitkräfte besetzt.

### Deutsche Demokratische Republik
Die sowjetische Militärverwaltung vereinigte 1945 die beiden Provinzen Magdeburg und Halle-Merseburg, den Freistaat Anhalt sowie Teile Braunschweigs zur neuen Provinz Sachsen. Am 23. Juli 1945 richtete die Provinzialregierung drei Bezirksverwaltungen (Dessau für den ehemaligen Freistaat Anhalt, Magdeburg für die ehemalige Provinz Magdeburg und Merseburg für die ehemalige Provinz Halle-Merseburg) ein, dabei kam der nunmehr Landkreis Calbe genannte Kreis zunächst an den Bezirk Magdeburg, wechselte aber am 10. Februar 1946 in den Regierungsbezirk Dessau. Am 10. Januar 1947 nahm die Provinz Sachsen die Bezeichnung Land Sachsen-Anhalt an, bald darauf am 25. Februar 1947 erklärte der Alliierte Kontrollrat den Freistaat Preußen für aufgelöst. Sachsen-Anhalt löste zum 30. Juni 1947 die Bezirke als mittlere Verwaltungsebene auf. Am 15. Juni 1950 kam es zu einer ersten Verwaltungsreform in Sachsen-Anhalt:
- Die Stadt Aken a./E. sowie die Gemeinden Chörau und Micheln wechselten aus dem Landkreis Calbe in den Landkreis Köthen.
- Die Stadt Staßfurt und die Gemeinde Neugattersleben wechselten aus dem Landkreis Calbe in den Landkreis Bernburg.
- Der Landkreis Calbe wurde in Landkreis Schönebeck umbenannt.
- Aus dem Landkreis Bernburg wechselten die Gemeinden Großmühlingen und Kleinmühlingen in den Landkreis Schönebeck.
- Aus dem Landkreis Jerichow I wechselten die Gemeinden Calenberge, Pechau und Randau in den Landkreis Schönebeck.
- Aus dem Landkreis Wanzleben wechselte die Gemeinde Welsleben in den Landkreis Schönebeck.

Im Zuge der großen Verwaltungsreform vom 25. Juli 1952 kam es zu weiteren Gebietsänderungen:
- Die Gemeinde Gramsdorf wechselte aus dem Landkreis Schönebeck in den Kreis Bernburg.
- Die Gemeinde Dornbock wechselte aus dem Landkreis Schönebeck in den Kreis Köthen.
- Die Gemeinden Atzendorf, Borne, Förderstedt, Löbnitz und Löderburg wechselten aus dem Landkreis Schönebeck in den neuen Kreis Staßfurt
- Aus dem Landkreis Schönebeck wurde der Kreis Schönebeck.
- Aus dem Landkreis Burg wechselten die Gemeinden Plötzky, Pretzien und Ranies in den Kreis Schönebeck.
- Die Kreise Schönebeck und Staßfurt wurden dem neuen Bezirk Magdeburg zugeordnet; der Kreis Bernburg dem neuen Bezirk Halle.

## Einwohnerentwicklung
| Jahr | Einwohner | Quelle |
| ---- | --------- | ------ |
| 1816 | 34.086    | [ 3 ]  |
| 1843 | 48.073    | [ 4 ]  |
| 1871 | 75.451    | [ 5 ]  |
| 1890 | 99.857    | [ 6 ]  |
| 1900 | 107.532   | [ 6 ]  |
| 1910 | 108.798   | [ 6 ]  |
| 1925 | 111.215   | [ 6 ]  |
| 1933 | 112.490   | [ 6 ]  |
| 1939 | 117.332   | [ 6 ]  |
| 1946 | 117.731   | [ 7 ]  |

## Politik

### Landräte
- 1816–1818 Friedrich Wilhelm von Steinäcker
- 1818–1858 Franz von Steinäcker
- 1858–1880 Bruno von Steinäcker
- 1880–1884 Justus Philipp Harte
- 1884–1889 Ernst Mejer
- 1889–1911 Max Hermann Pape
- 1911–1919 Ludwig Kothe
- 1919–1922 Karl Bergemann (1878–1949)
- 1922–1932 Otto Voß (1867–1935)[8]
- 1932–1940 Theodor Parisius (1896–1985)
- 1940–1945 Bodo von Alvensleben (1882–1961)

### Wappen
| | Blasonierung: „In Rot auf der unteren Schildhälfte 2 silberne mit 3 blauen Stromlinien belegte Flussbänder (das rechte Flussband ins linke einfließend). Im nach dem unteren Schildrande gerichteten Flussmündungswinkel eine silberne, schwarz gefugte, zinnenbewehrte Burgmauer mit dahinter aufragendem, schwarz gefugtem, zinnenbewehrtem Turm.“ |
| Wappenbegründung: Das Wappen symbolisiert durch den Flußmündungswinkel die Einmündung der Saale in die Elbe. Die aus diesem Winkel wachsende Mauer mit Turm spielt auf eine hier frühgeschichtlich gelegene Grenzburg am Limes sorabicus an. Die Tingierung des Schildes und der Burg deuten mit den Farben Rot-Silber auf die einstige historische Zugehörigkeit zum Erzbistum Magdeburg hin. Das Wappen wurde vom Heraldiker Otto Pech aus Altenburg und dem Vorsitzenden des Vereins für Heimatkunde, Direktor Wolfgang Wanckel aus Schönebeck gestaltet und am 9. Dezember 1933 durch das Preußische Staatsministerium verliehen. | |

## Kommunalverfassung
Der Kreis Calbe a./S. gliederte sich in Städte, in Landgemeinden und – bis zu deren Auflösung im Jahre 1929 – in selbstständige Gutsbezirke. Mit Einführung des preußischen Gemeindeverfassungsgesetzes vom 15. Dezember 1933 sowie der Deutschen Gemeindeordnung vom 30. Januar 1935 wurde zum 1. April 1935 das Führerprinzip auf Gemeindeebene durchgesetzt. Eine neue Kreisverfassung wurde nicht mehr geschaffen; es galt weiterhin die Kreisordnung für die Provinzen Ost- und Westpreußen, Brandenburg, Pommern, Schlesien und Sachsen vom 19. März 1881.

## Städte und Gemeinden

### Stand 1945
Der Kreis Calbe a./S. umfasste 1945 fünf Städte und 37 weitere Gemeinden:
| - Aken a./E., Stadt - Athensleben - Atzendorf - Barby a./E., Stadt - Biere - Borne - Breitenhagen - Brumby - Calbe a./S., Stadt - Chörau - Dornbock - Eggersdorf - Eickendorf - Förderstedt | - Glinde - Glöthe - Gnadau - Gramsdorf - Groß Rosenburg - Klein Rosenburg - Kühren - Löbnitz - Lödderitz - Löderburg - Maxdorf - Mennewitz - Micheln - Neugattersleben | - Pömmelte - Rajoch - Sachsendorf - Schönebeck, Stadt - Schwarz - Staßfurt, Stadt - Susigke - Tornitz - Trabitz - Üllnitz - Werkleitz - Wespen - Zens - Zuchau |

### Vor 1950 aufgelöste Gemeinden
- Bisdorf, 1937 zu Borne
- Felgeleben, 1923 zu Schönebeck
- Frohse, am 1. Februar 1932 zu Schönebeck-Bad Salzelmen
- Hohendorf, 1928 zu Neugattersleben-Hohendorf
- Bad Salzelmen, am 1. Februar 1932 zu Schönebeck-Bad Salzelmen

### Namensänderungen
- Groß Salze, 1926 umbenannt in Bad Salzelmen
- Neugattersleben-Hohendorf, 1932 umbenannt in Neugattersleben
- Schönebeck-Bad Salzelmen, am 27. Februar 1932 umbenannt in Schönebeck (Elbe)